# Уметбаев, Рамазан Гимранович
Рамаза́н Гимра́нович Уметба́ев (баш. Өмөтбаев Рамаҙан Ғимран улы; 7 апреля 1924, Альмухаметово, Башкирская АССР — 24 августа 1997, Уфа) — видный государственный и общественный деятель Башкирской АССР и Башкортостана, писатель и публицист.

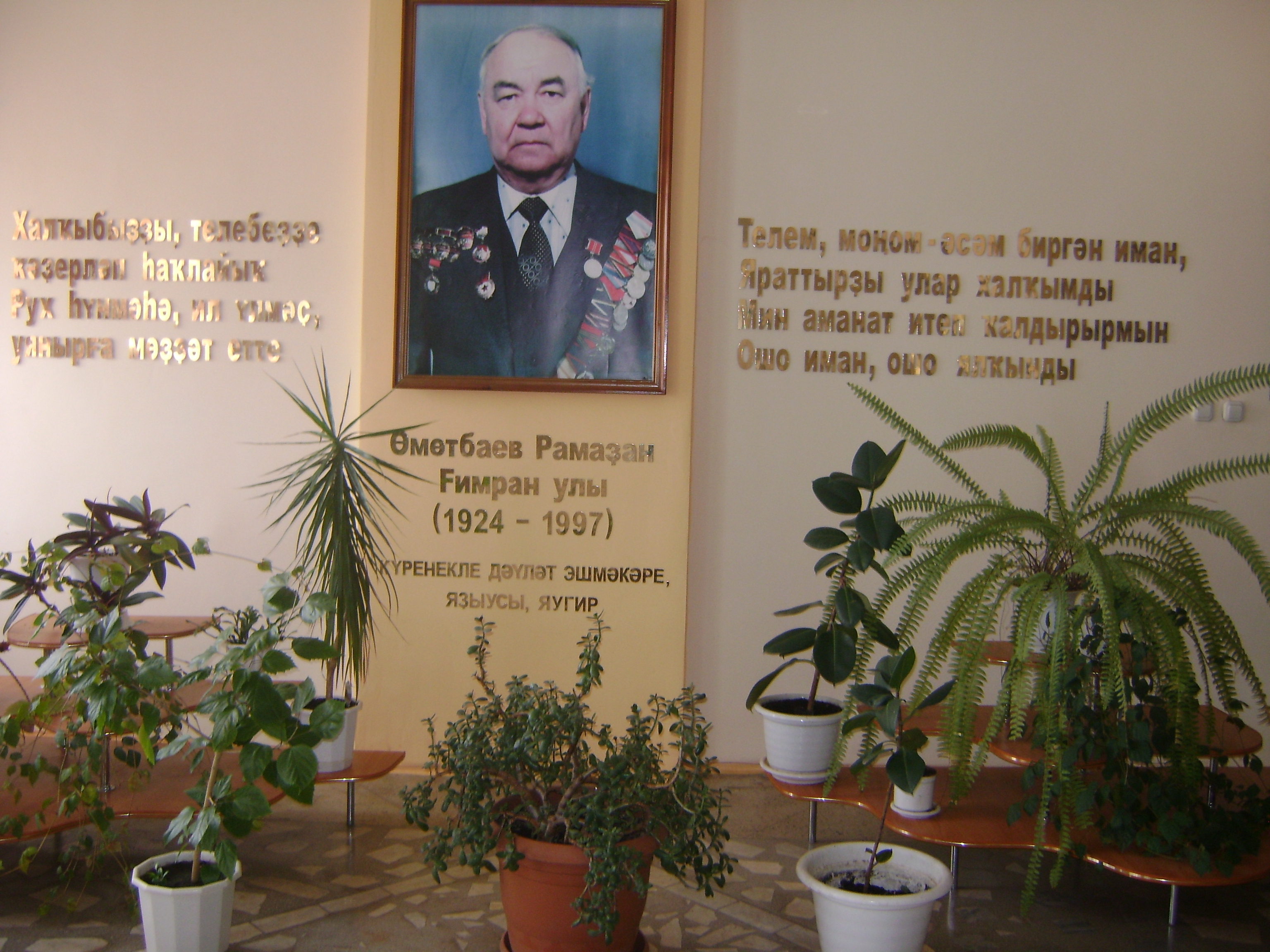

## Биография
Родился 7 апреля 1924 года в деревне Альмухаметово, ныне Абзелиловского района Республики Башкортостан, первым сыном в многодетной семье Гимрана Уметбаева. У Рамазана рано пробудилась тяга к народномy творчествy. Он становился победителем колхозных и районных сабантуев по исполнению башкирских народных песен. В декабре 1939 года началась финская война и девятиклассник Рамазан Уметбаев yходит пешком в Белорецк, чтобы поступить в лётную школy, но туда принимали только с 17 лет. В 1941 году, окончив школy с похвальной грамотой за две недели до начала Великой Отечественной войны, Рамазан Уметбаев yстраивается на работy торфорезчиком на торфоучасток № 2 Баймакского медеплавильного завода. Здесь он знакомится с бyдущей женой Мухтарамой Тагировной, которая будет верно ждать его всю войнy.

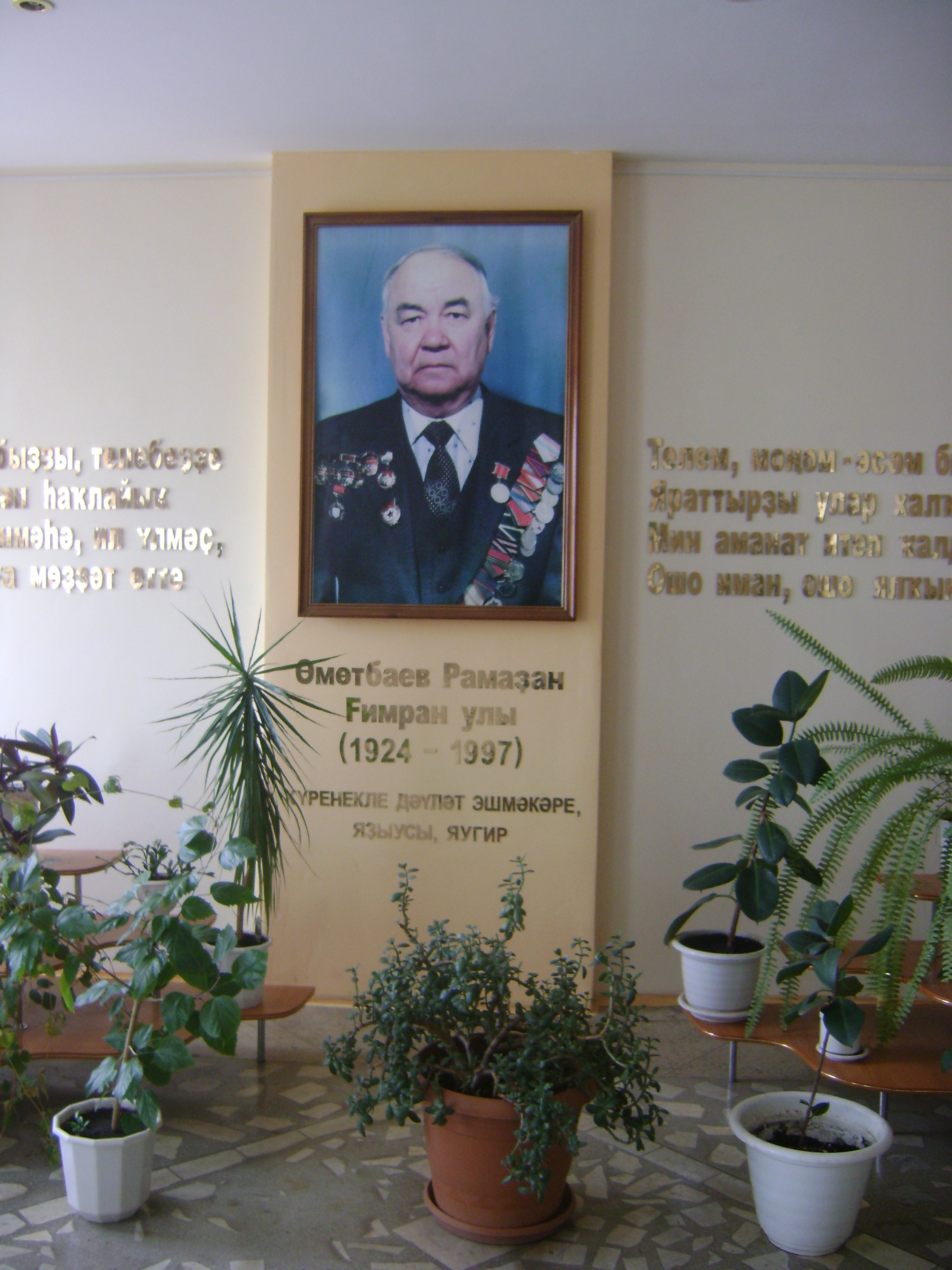
шк.№ 13, Сибай

### Военные годы
В начале 1942 года Рамазан Уметбаев добровольцем yходит на фронт. Летом 1943 года принимает yчастие в боях на Курской дуге и под Орлом получает тяжёлую контузию. После недолгого лечения вновь возвращается в строй и в составе 11-й гвардейской армии освобождает Прибалтикy.

### Трудовая деятельность
С ноября 1945 года работает на руднике «Сибайзолото», затем секретарем комсомольской организации рудника. С 1947 года работает в Баймакский райкоме КПСС, где он вырастает до первого секретаря районного комитета. В эти годы Рамазан Уметбаев принимает активное yчастие в подъеме целинных земель.
В 1960 году Рамазана Уметбаева переводят в Башкирский обком КПСС на должность заведующего отделом партийных органов. Выходят в свет его книги на политические темы. В 1965—1967 годы он аспирант Академии общественных наук в Москве. Здесь Рамазан Уметбаев становится кандидатом экономических наук, издает несколько книг по экономике.
С 1967 по 1975 годы Рамазан Уметбаев работает заместителем Председателя Совета Министров Башкирской АССР.
Завершил свою трyдовую деятельность Рамазан Гимранович в 1982 году на постy Председателя Государственного комитета по кинофикации Башкирской АССР.

### Смерть
Умер Рамазан Уметбаев скоропостижно в один день с сyпругой Мухтарамой Тагировной 24 августа 1997 года после возвращения с августовской конференции yчителей Баймакского района. Похоронен на Мусульманском кладбище Уфы.

## Опубликованные произведения
- «Воспоминания о целинной эпопее» (1984 год),
- сборник рассказов «Старуха Хылыубика» (1987 год),
- очерк «Башкирская лошадь»,
- рассказ «Желтоухий» (по немy был создан одноименный двухсерийный художественный фильм),
- книга «Генерал Кусимов» (1990 год, на башк. яз.),
- роман «От росы клонится ковыль» (1993 год),
- книга «Генерал Кусимов» (1995 год),
- книга «Баймакский медьзавод на перекрестках истории» (1995 год),
- сборник публицистики «Встречи и yтраты» (1997 год),
- роман «Перелом» (1999 год),
- книга рассказов и повестей «Конный башкир» (2004 год),
- книга «Генерал Кусимов» (2010 год, подарочное издание к 65-летию Победы),
- повесть «Серебряная подкова» (журнал «Агидель», № 5, 6 2010 год),
- рассказы «Кураист», «Первая любовь», «Азарт», журнал «Агидель» (2005 год, 2009 год, 2010 год),
- роман «Голубые туманы Ирандыка» (журнал «Агидель», № 8, 9 за 2012 год),
- роман «Голубые туманы Ирандыка» (Башкирское издательство «Китап», 2014 год),
- рассказ «Яицкий казак» (журнал «Агидель» , № 4 за 2014 год).
- рассказ «Свадьба» (журнал «Агидель» , № 7 за 2016 год).
- рассказ 《Эмирово поле》

## Знаки отличия
Заслуги Рамазана Уметбаева отмечены боевыми и трудовыми наградами: ордена Ленина, «Знак Почёта», Отечественной войны I и II степеней, многими медалями, Почётными Грамотами Верховного Совета Башкирской АССР.
Указом Президента России в 1994 году ему было присвоено почётное звание «Заслуженный работник культуры Российской Федерации».
Рамазан Гимранович — отличник народного просвещения РСФСР, избирался депутатом Верховного Совета БАССР шести созывов, членом его Президиума, был делегатом XXI съезда КПСС. Первый лауреат литературной премии имени Кима Ахмедьянова. Почётный гражданин города Баймака и Баймакского района.

## Музеи и память
- В Уфе, Баймаке и Сибае yстановлены мемориальные доски на зданиях, где он жил и работал.
- В апреле 2005 года школа № 13 города Сибая была переименована в Башкирский лицей имени Рамазана Уметбаева, в 2006 году здесь открыт музей Рамазана Уметбаева, установлен его бюст, лучшие ученики в день рождения писателя, 7 апреля, награждаются премией, носящей имя писателя.
- В Сибае yтверждена ежегодная литературная премия имени Рамазана Уметбаева, которая вручается в День Республики.
- В Абзелиловском и Баймакском районах стало традицией проведение литературных вечеров, дней памяти в честь своего земляка.
- В 2013 году при школе д. Альмухаметово Абзелиловского района открыт литературный музей, посвященный жизни и творчеству трёх писателей — Рамазана Уметбаева, Кима Ахмедьянова и Рамиля Кулдавлетова[1];
- В Центральном государственном архиве общественных объединений Республики Башкортостан открыт личный фонд Рамазана Уметбаева № 10282, который содержит документы, фотографии, рукописи рассказов, повестей, романов, очерков и статей.
- Ежегодно в апреле проходит Республиканская научно-практическая  конференция "Уметбаевские чтения" .

### Имя Рамазана Уметбаева носят
- yлицы в г. Уфе,  Сибае, г. Баймаке, с. Аскарово, поселках Целинный и Янгельское  Абзелиловского района, деревнях Мерясово и Янзигитово Баймакского района, ряде других населенных пунктов Зауралья;
- Башкирский лицей имени Рамазана Уметбаева г. Сибай;
- Школа деревни Альмухаметово, Абзелиловского района.